# 6 groszy polskich 1794
6 groszy polskich 1794 – próbna moneta sześciogroszowa (szóstak), przygotowywana razem z obiegowymi monetami o nominałach 1 i 3 grosze bitymi w czasie insurekcji kościuszkowskiej dla wojsk austriackich stacjonujących w Galicji i Krakowie. O ich przeznaczeniu informuje łaciński napis umieszczony w otoku na awersie – „srebrna moneta cesarsko-królewskiej armii”.
Trzy monety:
- I grosz polski 1794 (obiegowa),
- III grosze polskie 1794 (obiegowa),
- VI groszy polskich 1794 (próbna)

były bite za panowania cesarza Franciszka II i ze względu na legendę są niekiedy określane jako: „monety wojskowe dla ziem polskich”.

## Awers
W środku znajduje się ukoronowany orzeł austriacki z herbem Habsburgów na piersiach, pod orłem skrzyżowane sztandary, w półkolu napis:

MONET(a)•ARG(enta)•EXERCIT(us)•CAES(arei)•REG(ii)•

(pol. moneta srebrna cesarsko-królewskiej armii).

## Rewers
Nad skrzyżowanymi gałązkami laurową i palmową umieszczono napis:

VI
GROSSI
POL•
1794•

(pol. 6 groszy polskich 1794).

## Opis
Moneta została wybita jako próbna, w bilonie, na krążku o średnicy 20 mm, masie 1,52 grama, z rantem ozdobnym,  w nieznanej mennicy austriackiej. W niektórych źródłach podawana jest informacja, że monetę wybito w mennicy wiedeńskiej.
Stopień rzadkości monety to R8 – (2–3 szt.).